# NGC 1981
NGC 1981 (còn được gọi là OCL 525) là một cụm sao mở nằm trong chòm sao Lạp Hộ. Nó được phát hiện bởi John Herschel vào ngày 4 tháng 1 năm 1827. Độ lớn biểu kiến của nó là 4.2  và kích thước của nó là 28,00 phút cung. Nó nằm ở phía bắc của Tinh vân Orion, được ngăn cách với nó bởi khu vực Sh2-279 chứa NGC 1973, 1975 và 1977.
Một số người nói nó trông giống Cá sấu hoặc Cá sấu, ngôi sao phía đông của nó là mõm, ngôi sao phía tây của nó là đuôi và hai nhóm ba ngôi sao ở giữa nó như hai bộ chân của nó.